# TEE Rheinpfeil

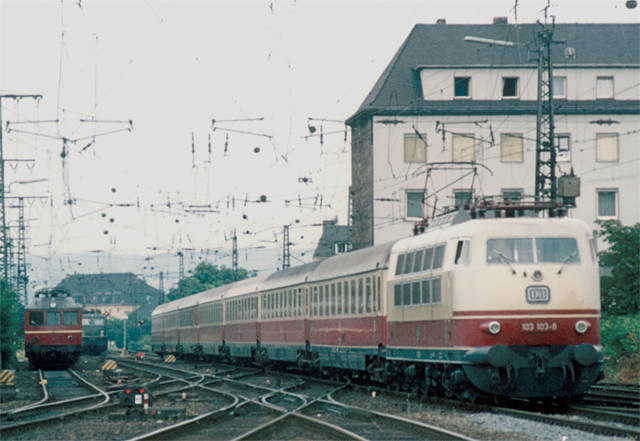
Locomotive DB numéro 103 103 (Classe 103, numéro 103) tirant un TEE ou un train IC de 1ère classe uniquement vers la gare centrale de Coblence, en direction du sud, en 1975.

Le TEE Rheinpfeil était un train rapide qui reliait Munich à Dortmund, de 1965 à 1971. Exploité par la Deutsche Bundesbahn, le TEE Rheinpfeil était un Trans-Europ-Express (donc uniquement en première classe) jusqu'à la fin du service d'été le 26 septembre 1971 puisqu'il cessait définitivement de circuler.
Le nom de ce TEE fait référence à "la flèche du Rhin", allusion au fait que ce train longe ce fleuve sur une partie de son parcours.

## Parcours et arrêts
- 30 mai 1965 München, Nürnberg, Wurzburg, Frankfurt, Mainz, Koblenz, Bonn, Köln, Düsseldorf, Duisburg, Essen, Bochum, Dortmund (775,1 km).
- 26 septembre 1971 TEE supprimé : il devient un Intercity (IC) mais jusqu'au 3 juin 1973, il continue l'exploitation de deux groupes de voitures directes du TEE Rheingold. Après cette date, il admet encore une voiture directe du TEE Rheingold.

## Numérotation[1]
- 30 mai 1965 TEE 21-22 (groupe Rheingold TEE F 321-22)
- 1er juin 1969 idem (groupe Rheingold TEE F 221-22)
- 23 mai 1971 TEE 26-27
- 26 septembre 1971 IC 106-107

## Matériel et composition
- 30 mai 1965 Voitures TEE de la DB, type Rheingold de 1962, complétées par la suite avec les types 1968 et suivants. 2 jeux utilisés conjointement avec les 2 jeux du "Rheingold"[1]. Restauration assurée par la DSG[1].